# Silicaatverf
Silicaatverf is verf met als bestanddeel silicaat.
Silicaat wordt verkregen door kwartszand met potas en koolzure natron te smelten. In werkelijkheid is silicaat een gesmolten glasmassa. Het onderscheidt zich hiervan doordat het in water oplosbaar is en glas uiteraard niet. De onoplosbaarheid van glas wordt verkregen door er kalk of loodoxide aan toe te voegen.